# جک آرمسترانگ (سریال)
جک آرمسترانگ (انگلیسی: Jack Armstrong) یک فیلم به کارگردانی والاس فاکس است که در سال ۱۹۴۷ منتشر شد. از بازیگران آن می‌توان به ویلر اوکمن، جان هارت، پیر واتکین، و چارلز میدلتون اشاره کرد.